# Catalogo Southern Lord Records
Elenco completo delle pubblicazioni della Southern Lord Records.

## Elenco
- SUNN01 Thorr's Hammer - Dommedagsnatt
- SUNN02 Burning Witch - Crippled Lucifer
- SUNN03 The Obsessed - Incarnate
- SUNN04 Electric Wizard - Supercoven
- SUNN05 Goatsnake - Dog Days
- SUNN06 The Want - Greatest Hits Volume 5
- SUNN07 Mondo Generator - Cocaine Rodeo
- SUNN08 Internal Void - Unearthed
- SUNN08.5 Paul Chain/Internal Void - Split 7"
- SUNN09 Warhorse - As Heaven Turns to Ash
- SUNN09.5 Cathedral - Gargoylian 7"
- SUNN10 Boris - Absolutego
- SUNN10.5 Spiritual Beggars/Grand Magus - Split 7"
- SUNN11 Church of Misery - Master of Brutality
- SUNN11.5 The Obsessed/Mystic Crewe of Clearlight - Split 7"
- SUNN12 Desert Sessions - 7 & 8
- SUNN12.5 Mark D. - 7"
- SUNN13 Goatsnake - Flower of Disease
- SUNN13.5 Unearthly Trance - 7"
- SUNN14 Khanate - Khanate
- SUNN14.5 Place of Skulls - 7"
- SUNN15 Sunn O))) - Flight of the Behemoth
- SUNN15.5 Warhorse - I Am Dying 7"
- SUNN16 Place of Skulls - Nailed
- SUNN17 Teeth of Lions Rule the Divine - Rampton
- SUNN18 Spaceboy - Searching the Stone Library for the Green Page
- SUNN19 Earthride - Taming of the Demons
- SUNN19.5 Dukes of Nothing - 7"
- SUNN20 Sourvein - Will to Mangle 666 Clear
- SUNN21 Darkest Hour - The Mark of the Judas
- SUNN22 Grief - Turbulent Times
- SUNN23 Toadliquor - The Hortator's Lament
- SUNN24 Boris - Amplifier Worship
- SUNN25 Sunn O))) - White1
- SUNN25.5 Loincloth - 7"
- SUNN25+31MARK2 Sunn O))) - WHITEbox
- SUNN26 Attila Csihar - The Beast of
- SUNN26.5 Orcustus - World Dirtnap 7"
- SUNN27 Place of Skulls - With Vision
- SUNN27.5 Outlaw Order - Legalize Crime 7"
- SUNN28 Khanate - Things Viral
- SUNN28.5 Thee Plague of Gentleman - 7"
- SUNN29 Tangorodrim - Unholy and Unlimited
- SUNN29.5 Graves at Sea - 7"
- SUNN30 Probot - Probot
- SUNN30.5 Probot - "Centuries of Sin" 7"
- SUNN31 Sunn O))) - White2
- SUNN31.5 Eyehategod/Cripple Bastards - split 7"
- SUNN32 Saint Vitus - V
- SUNN32.5 Mord - 7"
- SUNN33 Goatsnake - Trampled Under Hoof
- SUNN34 Goatsnake - I & Dog Days
- SUNN35 Lair of the Minotaur - Carnage
- SUNN36 The Hidden Hand - Mother Teacher Destroyer
- SUNN36.5 Sunn O))) - CroMonolithic Remixes for an Iron Age 12"
- SUNN37 Sunn O))) - The Grimmrobe Demos
- SUNN38 Urgehal - Through Thick Fog Til' Death
- SUNN39 Thrones - Day Late, Dollar Short
- SUNN40 Earth - Legacy of Dissolution
- SUNN41 Boris - Akuma no Uta
- SUNN42 Nortt/Xasthur - A Curse for the Lifeless
- SUNN42.5 Nachtmystium - Eulogy IV
- SUNN43 Saint Vitus - Live
- SUNN44 Xasthur - Nocturnal Poisoning
- SUNN45 Repulsion - Horrified
- SUNN45.5 Lurker of Chalice - Lurker of Chalice
- SUNN46 Oren Ambarchi - Triste
- SUNN46.5 Frost - 3"/5"/7"
- SUNN47 Twilight - Twilight
- SUNN47.5 Haemoth - Kontamination
- SUNN48 Earth - Hex (Or Printing in the Infernal Method)
- SUNN49 Lair of the Minotaur - Cannibal Massacre EP
- SUNN49.5 Deathspell Omega - Kénôse
- SUNN50 Sunn O))) - Black One
- SUNN50.5 Sunn O))) - Solstitium Fulminate
- SUNN51 Earthride - Vampire Circus
- SUNN52 The Hidden Hand - Devoid of Colour
- SUNN52.5 Nattefrost - Nekronaut
- SUNN53 Urgehal - Goatcraft Torment
- SUNN53.5 Orcustus - Wrathrash
- SUNN54 Craft - Fuck the Universe
- SUNN55 Boris- Pink
- SUNN56 Lair of the Minotaur - The Ultimate Destroyer
- SUNN56.5 Nachtmystium - Instinct: Decay
- SUNN57 Confessor - Unraveled
- SUNN57.5 Zoroaster - Zoroaster
- SUNN58 Mord - Christendom Perished
- SUNN59 Grief - Alive
- SUNN60 Striborg - Embittered Darkness/Isle des Mortes
- SUNN61 Oren Ambarchi - Grapes from the Estate
- SUNN61.5 Katharsis - World Without End
- SUNN62 Sunn O))) & Boris - Altar
- SUNN63 Clown Alley - Circus of Chaos
- SUNN64.5 Funeral Mist - Salvation
- SUNN65 Leviathan - The Blind Wound
- SUNN65.5 Funeral Mist - Delivery
- SUNN66 Various Artists - Darkness Knows No Boundaries/Darkness Hath No Boundaries
- SUNN66.6 Sunn O))) - La Mort Noir dans Esch/Alzette
- SUNN67 Velvet Cacoon - Genevieve "12
- SUNN67.5 Obscurus Advocam - Verbia Daemonicus
- SUNN68 Velvet Cacoon - Northsuite "12
- SUNN69 Orthodox - Gran Poder
- SUNN69.5 Secrets of the Moon - Antithesis
- SUNN70 The Hidden Hand - The Resurrection of Whiskey Foote
- SUNN71 Stephen O'Malley & Z'EV - Magistral
- SUNN71.5 Mortuus - De Contemplanda Morte
- SUNN72 Grave Temple - The Holy Down
- SUNN72.5 Watain - Sworn to the Dark
- SUNN73 Striborg - Nefaria
- SUNN73.5 Final Warning - PDX
- SUNN74 Earth - Hibernaculum
- SUNN75 Abruptum - Evil Genius
- SUNN76 Asbestosdeath - Unclean Dejection
- SUNN77 Sunn O))) - Oracle
- SUNN77.7 Various Artists - Within the Church of Thee Overlords
- SUNN77.77 Various Artists - Within the Church of Thee Overlords II
- SUNN78 Oren Ambarchi - Pendulum's Embrace
- SUNN78.5 Scursashor/Striborg split 7"
- SUNN79 Wolves In The Throne Room - Diadem of 12 Stars "12
- SUNN80 Burial Chamber Trio - Burial Chamber Trio
- SUNN81 Glorior Belli - Manifesting the Raging Beast
- SUNN82 Weedeater - God Luck and Good Speed
- SUNN83 Wolves in the Throneroom - Two Hunters
- SUNN84 Orthodox - Amanecer En Puerta Oscura
- SUNN85 Tangorodrim - Justus Ex Fide Vivit
- SUNN86 Om - Pilgrimage
- SUNN88 Boris with Merzbow - Rock Dream